# Кроупа, Карел
Карел Кроупа (чеш. Karel Kroupa; род. 15 апреля 1950, Брно) — чехословацкий футболист, большую часть карьеры провёл в «Зброёвке».

## Биография
Кроупа играл за «Зброёвку» с 1971 года. Он принял участие в 277 матчах высшей лиги и забил 118 голов, став лучшим бомбардиром клуба в его истории. Кроупа выиграл Первую чехословацкую лигу со «Зброёвкой» в 1978 году. На сегодняшний день, это единственный чемпионский титул этой команды.
Будучи результативным нападающим, Кроупа стал лучшим бомбардиром Первой лиги Чехословакии в 1978 и 1979 годах. В 1977 году он был признан чехословацким футболистом года.
В 1981 году получил предложение от афинского АЕКа, но «Зброёвка» отказалась отпускать его.
Кроупа выступал за сборную Чехословакии и сыграл за команду 21 матч, забив четыре гола. Дебютировал в составе сборной в товарищеском матче против Швеции 13 октября 1974 года в Братиславе (победа ЧССР 4:0). Он забил первый гол в своём девятом матче 22 марта 1978 года, это был единственный мяч товарищеской игры в Салониках против Греции. Последний его матч состоялся 3 февраля 1980 года против Австралии в Сиднее (победа ЧССР 5:0), он сыграл всего 12 минут, но сумел забить гол.
После окончания профессиональной карьеры с 1985 по 1991 год играл в низших австрийских лигах.
В 2013 году в рамках празднования столетия «Зброёвки» был признан лучшим игроком клуба в его истории. Также он работал на различных должностях в структуре команды.
Его сын Карел также является профессиональным футболистом.